# Gordie Garant
Gordon Amos "Gordie" Garant, född 10 mars 1937 i Hamilton, Ontario, död 4 oktober 2020 i Henderson, Nevada, var en kanadensisk ishockeyspelare.
Garant spelade säsongen 1959/1960 i den engelska klubben Wembley Lions, som i mellandagarna 1959 var i Sverige och spelade Ahearne Cup. Till säsongen 1961/1962 värvades han av Gais, vilka han sedan spelade för fram till 1965/1966. 1966 tilldelades han Hedersmakrillen som Gais främste ishockeyspelare.